# Jueves desde la luz
Jueves desde la luz (título original en alemán, Donnerstag aus Licht) es una ópera en tres actos, un saludo y una despedida con música y libreto en alemán de Karlheinz Stockhausen. Es la primera de siete compuestas para el ciclo operístico Licht: die sieben Tage der Woche (Luz: Los siete días de la semana). Fue compuesta entre 1977 y 1980 y se estrenó el 15 de marzo de 1981 en el Teatro alla Scala de Milán, pero sin el tercer acto, que tuvo que omitirse debido a una huelga en el coro de la ópera de La Scala. Después de alcanzarse un acuerdo, la ópera se representó completa el 3 de abril.
Esta ópera rara vez se representa en la actualidad; en las estadísticas de Operabase no aparece entre las óperas representadas en el período 2005-2010

## Personajes
| Paper                                   | Intérprete                                | Elenco del estreno (La Scala, 1981)                                     | Elenco de Londres (1985)                                             |
| --------------------------------------- | ----------------------------------------- | ----------------------------------------------------------------------- | -------------------------------------------------------------------- |
| Michael                                 | tenor                                     | Robert Gambill (acto 1), Paul Sperry (acto 3)                           | Julian Pike (Frieder Lang el miércoles 18 de septiembre)             |
| Michael                                 | trompetista                               | Markus Stockhausen                                                      | Markus Stockhausen                                                   |
| Michael                                 | bailarín                                  | Michèle Noiret                                                          | Michèle Noiret                                                       |
| Eve                                     | soprano                                   | Annette Meriweather                                                     | Annette Meriweather                                                  |
| Eve                                     | Corno di bassetto                         | Suzanne Stephens                                                        | Suzanne Stephens                                                     |
| Eve                                     | bailarina                                 | Elizabeth Clarke                                                        | Elisabeth Clarke                                                     |
| Lucifer                                 | bajo                                      | Matthias Hölle                                                          | Nicholas Isherwood                                                   |
| Lucifer                                 | trombonista                               | Mark Tezak                                                              | Michael Svoboda                                                      |
| Lucifer                                 | bailarín-mimo                             | Alain Louafi                                                            | Alain Louafi                                                         |
| Acompañamiento de Michael               | pianista                                  | Majella Stockhausen                                                     | Majella Stockhausen                                                  |
| Coros invisibles                        | coro                                      | Coro de la WDR Choir, Karlheinz Stockhausen, dir. (grabación 16-pistas) | Coro de la WDR, Stockhausen, dir. (grabación de 16-pistas)           |
| Pareja de dos golondrinas burlonas      | clarinetistas (segunda gobla trompa baja) | Alain Damiens, Michel Arrignon                                          | David Smeyers, Beate Zelinsky                                        |
| Dos chicos                              | Saxofonistas soprano                      | Hugo Read, Simon Stockhausen                                            | Simon Stockhausen                                                    |
| Anciana                                 | actriz                                    | Elena Pantano                                                           |                                                                      |
| Mensajero                               | tenor                                     | Giovanni Mastino                                                        |                                                                      |
| Pingüinos en el polo Sur (Acto II)      | orquesta                                  | Orchestra del Teatro alla Scala, Péter Eötvös, dir.                     | Orchestra de la Royal Opera, Covent Garden, Péter Eötvös, dir.       |
| Orquesta y coros celestiales (acto III) | coro y orquesta                           | Orquesta y Coro del Teatro alla Scala, Péter Eötvös, dir.               | Orquesta y Coro de la Royal Opera, Covent Garden, Péter Eötvös, dir. |

## Argumento

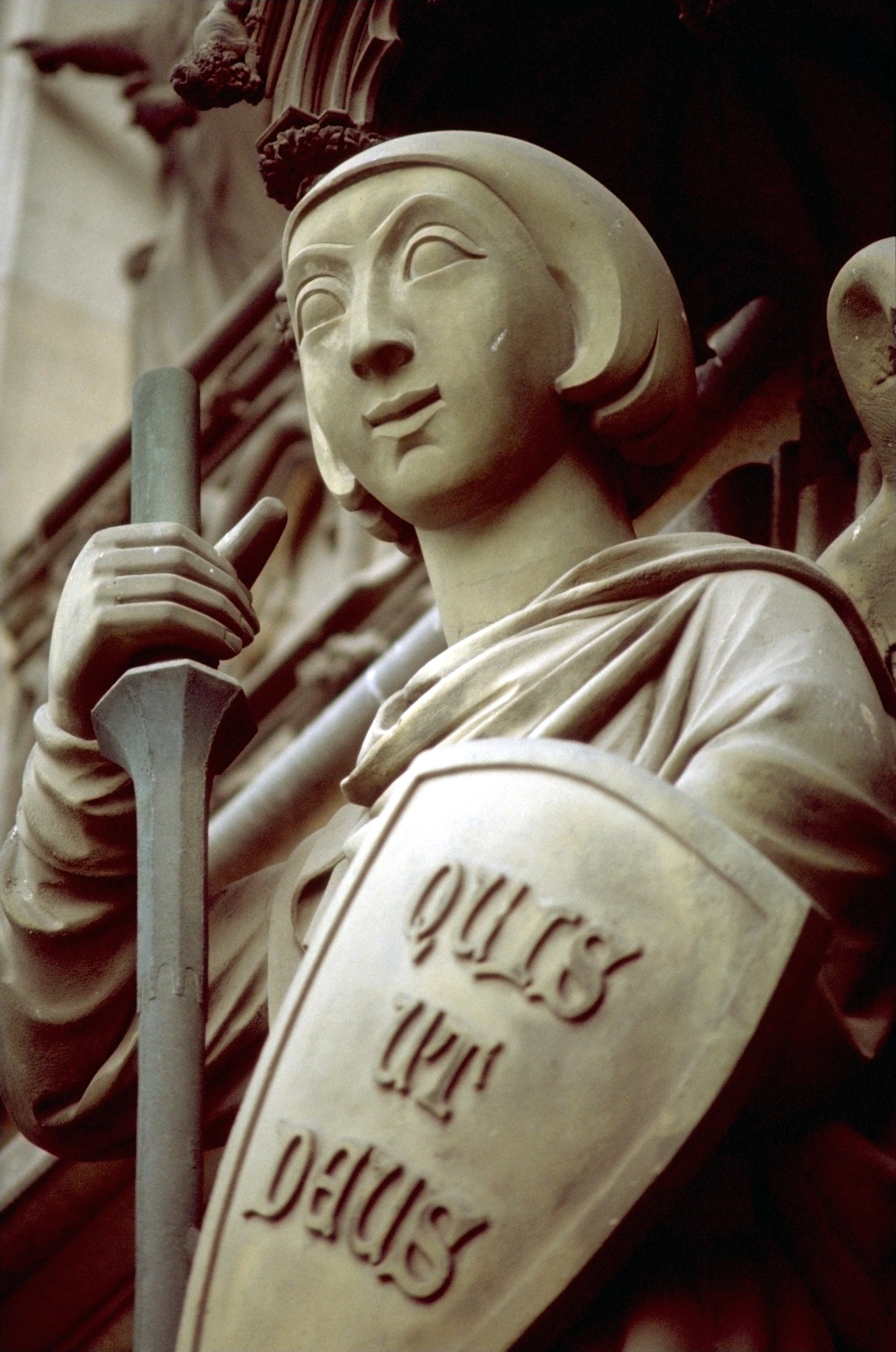
Arcángel Miguel, catedral de Colonia, portal septentrional

Tiempo y lugar universales.

### Donnerstags-Gruß / Saludo del jueves
El saludo del jueves se interpreta en el vestíbulo mientras el público está llegando. 

### Acto I: Michaels Jugend/Juventud de Michael
El primer acto está formado por tres escenas que se suceden sin solución de continuidad.
Escena 1
Kindheit (Infancia)

En "Infancia" Michael, hijo de padres pobres, demuestra dotes excepcionales. La madre enloquece, intenta suicidarse y la ingresan en un hospital. El padre se da a la bebida y se marcha a la guerra.
Escena 2
Mondeva (Eva-Luna)

En el bosque, Michael encuentra a Mondeva (Eva-Luna), mitad mujer, mitad pájaro, y se enamora de ella. Cuando él descubre cómo controlar la música de ella a través del juego erótico, en una escena paralela, un médico mata a la madre de Michael en un asilo.
Escena 3
Examen

Michael pasa por un triple examen para entrar en el conservatorio. Primero como cantante, luego como trompetista y finalmente como bailarín, asombra al jurado, que lo admite entusiasmado.

### Acto II: Michaels Reise um die Erde/ El viaje de Michael alrededor del mundo
Michael emprende un viaje alrededor del mundo en lo que es en esencia un concierto para trompeta con orquesta, interpretado en un enorme globo que gira contra un firmamento estrellado. Hay siete "estaciones" en el camino, y en cada una de ellas la música adopta un color local: Alemania, Nueva York, Japón, Bali, la India, África Central y Jerusalén. Michael ordena a la tierra que gire en sentido inverso cuando llega a la séptima estación, Jerusalén y empieza un nuevo proceso de rehabilitación en una conversación terapéutica con un intérprete de trompa baja. Aparece Eva-Luna, e interpretan un dúo.

### Acto III: Michaels Heimkehr/El regreso de Michael
En el tercer acto, Michael, en su triple manifestación de tenor, trompetista y bailarín, regresa a su casa celestial. 
Escena 1
Festival

Mientras coros invisibles cantan alrededor, Michael recibe la bienvenida de Eva, también en su triple forma de soprano, trompa baja y bailarina. Lucifer reaparece en una segunda forma, como trombonista bailarín de claqué vestido como un torero con capa negra y sombrero. Michael pelea y el dragón, herido muchas veces, se hunde en la tierra. Un mensajero anuncia que Lucifer de nuevo está causando problemas. Lucifer reaparece, esta vez en su triple forma de bajo, trombón y bailarín-mimo y discute con Michael.
Escena 1
Vision (Visión)

En un proceso de 15 transposiciones cíclicas, Michael explica (en su triple apariencia), su experiencia y oposición a Lucifer.

### Donnerstags-Abschied

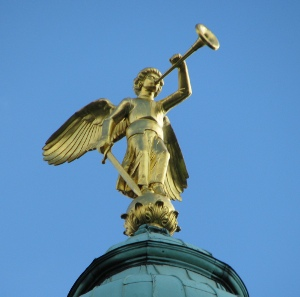
El arcángel Miguel como trompetista (Christuskirche, Mannheim)

La despedida del jueves (también llamada "Despedida de Michael") es interpretada fuera del teatro de ópera después de la representación, por cinco trompetistas que empiezan al tiempo que está terminando la última escena, Visión. Están vestidos como Michael y colocados en los tejados o balcones que rodean la plaza, iluminados como estatuas en una torre. Cada uno repite un segmento de la fórmula de Michael, con largas pausas entre las repeticiones, durante alrededor de 30 minutos, retirándose al final en el orden en que aparecen sus respectivos segmentosen la fórmula (Stockhausen 1989a, 488).

### Unsichtbare Chöre
Los Coros invisibles son interpretados en el teatro a lo largo de ocho canales a través de la mayor parte del acto I, y de nuevo en el acto III, escena 1, y están compuestos de tal manera que nunca pueden cantarse por un coro en vivo, en parte debido a que hay 180 voces separadas, y en parte por las exigencias de sincronicidad polifónica, exactitud de entonación y equilibrio dinámico (Stockhausen 1996, 77). Hay tres textos cantados en hebreo ("Día del juicio final" de El ascenso de Moisés, "Final de los tiempos" del Apocalipsis de Baruch, y un Himno de alabanza, "Los cielos se regocijan", del Libro del Levítico), así como diferentes pasajes de "El final de los tiempos", cantados en alemán (Stockhausen 1989a, 206–207).

## Discografía
- Stockhausen: Donnerstag aus Licht. Annette Meriweather (soprano); Robert Gambill, Michael Angel, Paul Sperry (tenores); Elizabeth Clarke, Alain Louafi (actores); Markus Stockhausen (trompeta); Suzanne Stephens (trompa baja); Alain Damiens (clarinete); Michel Arrignon (clarinete y trompa baja); Hugo Read, Simon Stockhausen (saxofones soprano); Mark Tezak (trombón); Majella Stockhausen (piano); Ensemble Intercontemporain; Coro de la Radio de Alemania Occidental, Colonia; Coro de la Radio de Hilversum; Péter Eötvös (director y órgano Hammond); Karlheinz Stockhausen (director y proyección de sonido). DG 2740 272 (4 LP); DGG 423 379-2 (4CD). Hamburgo: Polydor International, 1983. Relanzado en la edición integral de Stockhausen, CD 33 A–D (4CD). Kürten: Stockhausen-Verlag, 1992.
- Schöpfung und Erschöpfung. Musik in Deutschland 1950–2000. Mauricio Kagel; Karlheinz Stockhausen. CD. 74321 73635 2. [Múnich]: BMG Ariola Classics, 2003. Incluye Examen, acto I escena 3 de Donnerstag aus Licht (Julian Pike, tenor; Markus Stockhausen, trompeta; Suzanne Stephens, trompa baja; Majella Stockhausen, piano; Annette Meriweather, soprano; Nicholas Isherwood, bajo; Elizabeth Clarke y Alain Louafi, papeles hablados; Karlheinz Stockhausen, proyección de sonido).
- Karlheinz Stockhausen: Unsichtbare Chöre / Invisible Choirs /Chœrs Invisibles vom / from / de Donnerstag aus Licht. Coro de la Radio de Alemania Occidental (preparado por Herbert Schernus, Godfried Ritter, Karlheinz Stockhausen); Suzanne Stephens (clarinetes); Karlheinz Stockhausen (dirección musical, proyección de sonido y mezcla de grabación). DG (LP) 419432-1; CD 419 432-2. Hamburgo: Polydor International, 1986. Relanzado en la edición integral de Stockhausen CD 31. Kürten: Stockhausen-Verlag, 1992.
- Karlheinz Stockhausen: Michaels Reise um die Erde: Solisten-Version für einen Trompeter, 9 Mitspieler und Klangregisseur (1977/78). Markus Stockhausen (trompeta), Suzanne Stephens (trompa baja), Ian Stuart (clarinete), Lesley Schatzberger (clarinete y trompa baja), Michael Svoboda (trombón y trompa barítono), Kathinka Pasveer (flauta soprano), Andreas Boettger (percusión), Isao Nakamura (percusión), Michael Obst, Simon Stockhausen (sintetizadores), Karlheinz Stockhausen (proyección de sonido). ECM New Series 1406 437 188-2 (Lanzamiento japonés CD POCC-1008). Múnich: ECM Records GmbH, 1992.
- Karlheinz Stockhausen Musik für Klarinette, Baßklarinette, Bassetthorn: Suzee Stephens spielt 15 Kompositionen. Con Kathinka Pasveer (flute soprano), Joachim Krist (viola), Majella Stockhausen (piano), Julian Pike (tenor), Markus Stockhausen (trompeta), y Simon Stockhausen (sintetizador). (Incluye Tanze Luzefa! para trompa baja, Bijou para flauta soprano, clarinete bajo y cinta magnetofónica, Mondeva para tenor y trompa baja, y Mission unf Himmelfahrt para trompeta y trompaa baja, todo de Donnerstag aus Licht.) Edición integral de Stockhausen CD 32 A–C (3 cedés). Kürten: Stockhausen-Verlag, 1994.
- Markus Stockhausen Plays Karlheinz Stockhausen. Markus Stockhausen (trompeta), Nick de Groot (bajo doble), Annette Meriweather (soprano). (Halt de Michaels Reise um die Erde, para trompeta y bajo doble; Aries de Sirius, para trompeta y música electrónica; In Freundschaft para trompeta; Pietà de Dienstag aus Licht para flugelhorn y soprano.) EMI Classics (CD) 5 56645 2. Colonia: EMI Electrola GmbH, 1998. Relanzado en la Edición integral de Stockhausen CD 60. Kürten: Stockhausen-Verlag.
- Karlheinz Stockhausen: Bass Clarinet and Piano. Volker Hemken (clarinete bajo), Steffen Schleiermacher (piano). (Tanze Luzefa!, de Michaels Jugend, acto I de Donnerstag aus Licht; Klavierstücke VII, VIII, y IX; In Freundschaft para clarinete bajo; Tierkreis para clarinete bajo y piano, con piano de juguete y caja de música.) DG Scene (CD) MDG 613 1451-2. Detmold: Dabringhaus und Grimm Audiovision, 2007.
- Stockhausen: Michael's Farewell. John Wallace (trompeta), Andrew Powell (electrónica en vivo). (Karlheinz Stockhausen, Michael's Farewell de Donnerstag aus Licht; Andrew Powell, Plasmogeny II; Roger Smalley, Echo III; Tim Souster, The Transistor Radio of St. Narcissus.) Deux-Elles CD DXL 1039. Reading: Deux-Elles Limited, 2002.
- Tara Bouman, Klarinette, Bassetthorn: Contemporary. (CD) DeutschlandRadio Aktivraum AR 50101. Cologne: Aktivraum Musik, 2003. Incluye Mission und Himmelfahrt de Michaels Reise um die Erde, de Donnerstag aus Licht, con Markus Stockhausen (trompeta).

## Filmografía
- Davies, Russell (presentador). 1985. Arts Review. Segment "Opera: Donnerstag by Karlheinz Stockhausen" incluye discusión en estudio con Bernard Williams, Judith Weir, y Michael Nyman, y una entrevista filmada con Stockhausen por Peter Heyworth. BBC2 (21 de septiembre, 7:40–8:30pm).
- Examen vom Donnerstag aus Licht. José Montes-Baquer, dir. Colonia: WDR, 1990.
- Michaels Reise um die Erde. Markus Stockhausen (trompeta), Orquesta Sinfónica de la RAI de Roma, Karlheinz Stockhausen (dir.). Rome: RAI, 1979.
- Michaels Reise um die Erde. Versión de solistas. Colonia: WDR, 1990.
- Michaels Reise um die Erde. Marco Blaauw (Michael, trompeta), Nicola Jürgensen (Eve, trompa baja), Carl Rosman y Fie Schouten (pareja de golondrinas, clarinetes).  Carlus Padrissa, director de escena. Roland Olbeter, director artístico.  Chu Uroz, vestuario. MusikFabrik, Peter Rundel, director. Thomas Ulrich, editor de script. János Darvas, director. WDR para Wiener Festwochen, 2009.